# Édouard-François Empain
Edouard François Ernest Henri Christin Anne Marie Ghislain Empain (Brussel, 15 januari 1914 - Sint-Lambrechts-Woluwe, 22 december 1984) was een Belgisch bankier en industrieel.

## Levensloop
Edouard-François was de zoon van François Empain (1862-1935) en van Ghislaine Descantons de Montblanc (1888-1976). Hij kreeg de voornaam Edouard in hommage aan zijn oom, Édouard Empain, de stichter van de Groep Empain.
Hij trouwde in 1947 met de weduwe van zijn neef Jean Empain, Rozell Rowland (1917-2006) en scheidde van haar in 1975. Het huwelijk was een louter zakelijke aangelegenheid en de echtgenoten woonden zelden samen. Toen Rozell in 1949 een dochter baarde, Diane-Jacqueline, vrucht van haar verhouding met de jockey Jacques Doyasbère, erkende Edouard-François het kind. Hij hertrouwde in 1975 met zijn dertig jaar jongere minnares, Rosmarie Lorenz (1943). Toen ook zij in 1979 zwanger van een vakantiereis terugkeerde, weigerde hij de dochter te erkennen en werd het huwelijk in 1983 ontbonden.
Toen hij trouwde met Rozell Rowland, werd hij de stiefvader van haar enige zoon, Édouard-Jean Empain. In 1954 adopteerde hij zijn stiefzoon tot zijn eigen zoon, toen het duidelijk werd dat hij geen mannelijke nazaten en opvolgers zou hebben. De adoptie werd ongedaan gemaakt, nadat Empain van Rozell Rowland gescheiden was.

## Aan het hoofd van de Groep Empain
Bij de dood van Jean Empain waren er onder de voornaamste aandeelhouders weinig kandidaten om de Groep Empain te leiden. De broer van Jean, Louis-Jean Empain, leek het meest in aanmerking te komen. Hij nam met tegenzin deze rol op, hierin bijgestaan door Edouard-François. De enigszins naïeve Louis-Jean gaf er zich geen rekenschap van dat Edouard de hoogste plek ambieerde en schrok toen ook geweldig toen door zijn huwelijk met Rozell en door discrete aankopen van aandelen, Edouard plots de belangrijkste familiale aandeelhouder was geworden. Er zat niets anders op dan hem de leiding te geven, hetgeen in april 1950 definitief werd bezegeld. 
Hij nam de leiding van de groep in omstandigheden die niet gemakkelijk waren. Enerzijds had de overleden Jean een reputatie achtergelaten van collaboratie met de Duitsers. Anderzijds was de groep getroffen geweest door nationalisaties (in Frankrijk en in de Oost-Europese landen) en na 1960 door allerhande problemen bij de onafhankelijk geworden Afrikaanse landen.
Vanaf 1945 had de Franse overheid de Parijse metro onder sekwester geplaatst en in 1947 genationaliseerd. Ook elf ondernemingen uit de Groep, hoofdzakelijk de elektriciteitsmaatschappijen, waren genationaliseerd. De Groep Empain was daar niet armer door geworden, want de schadeloosstellingen waren correct gebeurd: men zat op een pak geld dat voor investeringen in andere sectoren beschikbaar was. In de communistische landen liepen de nationalisaties natuurlijk wel niet zo gunstig af. 
De Parijse metro werd, onder voogdij, nog verder door Empain uitgebaat tot in 1947. Dat jaar werd anderhalf miljard reizigers vervoerd, zo liet de directie aan de laatste algemene vergadering op 17 juni 1948 weten. De omzet bedroeg 1,8 miljard fr. De door de Franse Staat gestorte vergoedingen (in schijven over tien jaar) kwamen terecht bij een nieuwe vennootschap, de Société générale de traction et d'électricité, die een vehikel moest worden voor nieuwe investeringen.
De belangrijke belangen in Egypte konden zonder kleerscheuren doorheen de Tweede Wereldoorlog geraken. Na de Suezoorlog werd het anders. De vier vennootschappen van de Groep Empain (Cairo Electric Railways and Heliopolis Oasis, Egyptian Hotels, African Entreprise and Development en Immobilière Masr El Guididam), die de helft van de Belgische bezittingen in Egypte uitmaakten, werden in 1956 'onder de bewaking van de Egyptische overheid' gesteld. In 1960 volgde dan de genadeslag: de vennootschappen werden genationaliseerd en de vergoeding gebeurde in staatsobligaties.
Na 1960 zouden het de Congolese activiteiten zijn die een voor een verdwenen, meestal zonder enige vergoeding.

## Kapers op de kust
Edouard moest zich ook verdedigen tegen geïnteresseerde overnemers. In de jaren vijftig begon de Groep Lambert zich in te kopen en wilde graag een dominerende plaats innemen. In 1958 kon hij het pak aandelen van Electrorail aankopen dat toebehoorde aan Jacques Grazia en de twee dochters van Jean Empain. Grazia was in onmin geraakt met Edouard-François Empain. Verdere aankopen leken echter niet eenvoudig, gelet op de politiek van de Empains om tussen de vele vennootschappen van de groep allerhande gekruiste aandelentoestanden te creëren, wat verwerving van een meerderheidsaandeel voor buitenstaanders moeilijk maakte. Ook in de hoofdvennootschap van de holding, Electrorail, kon slechts mondjesmaat worden binnengedrongen, voor zoveel de familie Empain dit toeliet. En niemand volgde het voorbeeld van Grazia.
In 1961 nam de Groep Lambert er akte van dat er geen grotere invloed uit te oefenen was en de vertegenwoordigers van de groep die zitting hadden in Empainvennootschappen, met name baron Léon Lambert, Camille Gutt en Jean-Charles Snoy et d'Oppuers, trokken zich terug.

## De strijd Edouard-François - Edouard-Jean
Na een paar jaar werd Edouard met een nieuw probleem geconfronteerd. Zijn neef en geadopteerde zoon, Edouard-Jean Empain, was tot de vaststelling gekomen dat hij in een blijvende minderheidspositie was geduwd. Dat verdroeg hij niet. Hij was pas 21, maar eiste zo spoedig mogelijk de volledige leiding op. Hij dreigde ermee zijn aandelen te verkopen aan de Groep Lambert, die hiermee de controle kon nemen.
Een akkoord werd gesloten, waarbij Edouard-François zich gewonnen gaf. Meteen verdween de dreiging van verkoop aan de Groep Lambert, die hieruit zijn conclusies trok. De leiding berustte voortaan bij het tweespan Edouard-François en Edouard-Jean. Enkele jaren later, in 1967, nam Edouard-Jean de volledige leiding over, hiertoe aangemoedigd door de eigen rechterarm van Edouard-François, Raymond Brissaud, en door de voornaamste directeurs binnen de Groep. 
Edouard-François, ziek en alcoholverslaafd, bleef voortaan gewoon aandeelhouder van de groep, tot aan zijn dood in 1984.